# Strawberry Fields Memorial

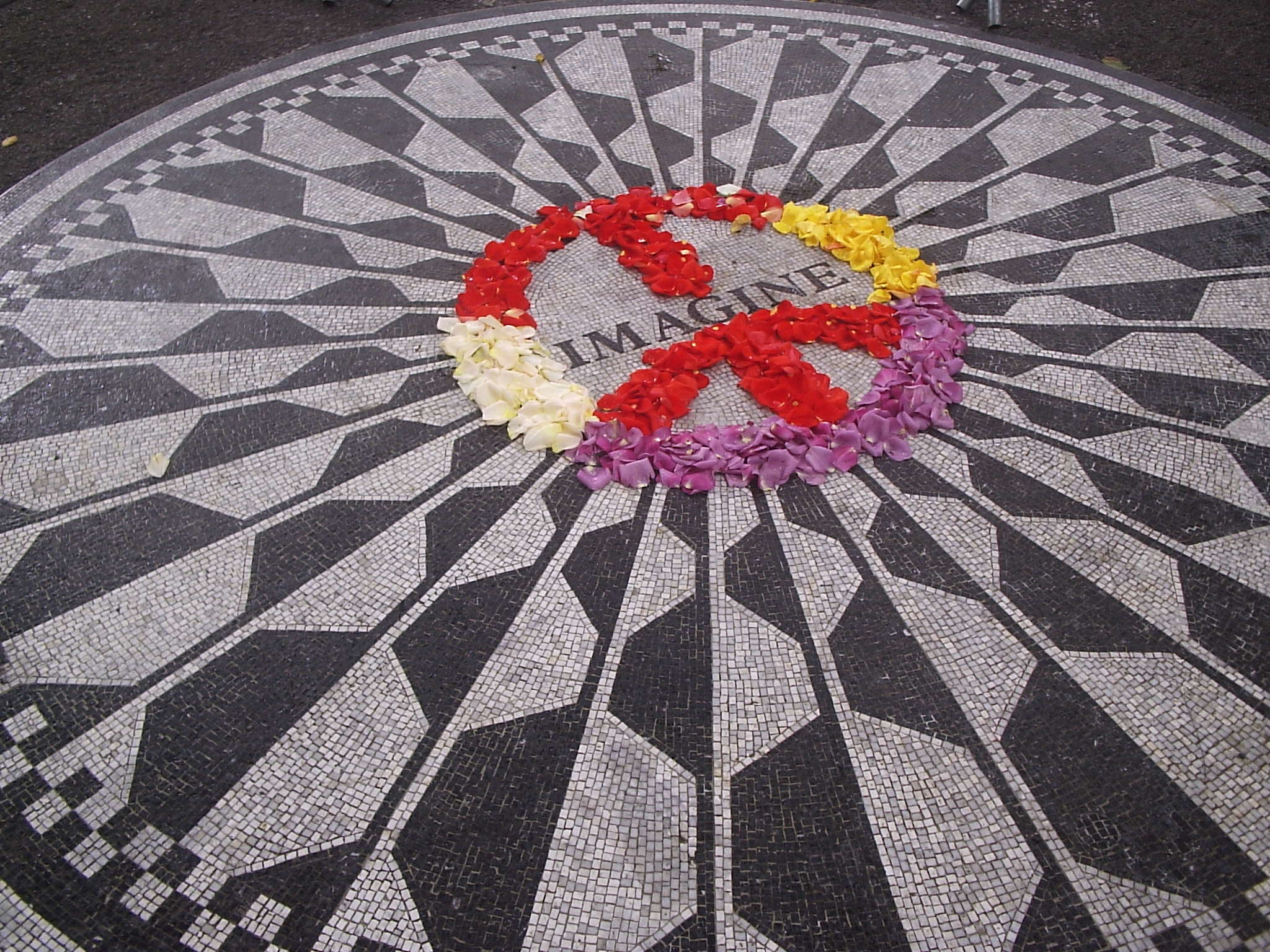

Strawberry Fields Memorial è un'area di circa 10.000 m2 del Central Park di New York dedicata alla memoria del cantante John Lennon. Il nome si ispira alla canzone Strawberry Fields Forever dei Beatles.
Il memoriale si propone di essere un "giardino della pace" e per questo motivo ospita piante e materiali da tutto il mondo.

## Storia
Il memoriale fu ideato da Bruce Kelly, l'architetto paesaggista e capo del Central Park Conservancy, in collaborazione con Yōko Ono, vedova di Lennon e iniziatrice della raccolta fondi per il progetto, e venne inaugurato il 9 ottobre 1985 in occasione del quarantacinquesimo anniversario della nascita di Lennon.
L'area di Strawberry Fields è disegnata a forma di lacrima, vi crescono prevalentemente esemplari di olmo americano e, al momento dell'inaugurazione, ospitava piantine di fragole donate da 121 paesi del mondo i cui nomi sono riportati su una targa commemorativa. L'elemento caratterizzante dell'area è un mosaico tondo bianco & nero recante la scritta IMAGINE in riferimento all'omonima canzone. Il mosaico è stato realizzato in Campania da artigiani della zona vesuviana guidati dal maestro Antonio Cassio e donato al New York City Council dal Comune di Napoli. L'opera si ispira un mosaico pompeiano conservato nella stanza 58 del Museo Archeologico di Napoli.
Non è raro che ancor oggi degli ammiratori di Lennon si rechino in questa zona per portare candele oppure omaggi floreali. L'accesso agli Strawberry Fields è nell'Upper West Side, lungo la Central Park West, di fronte all'uscita sud del palazzo Dakota dove Lennon fu assassinato.